# شکارچیان (مجموعه تلویزیونی)
شکارچیان یا هانترز (انگلیسی: Hunters) یک مجموعه اینترنتی با بازی آل پاچینو و لوگان لرمن از سرویس ویدئویی آمازون است. جوردن پیل از تهیه‌کنندگان اجرایی این مجموعه است.

## داستان
شکارچیان داستان گروهی از شکارچیان افراد نازی در سال ۱۹۷۷ در نیویورک سیتی را دنبال می‌کند. هانترز یا شکارچیان، صدها مقام نازی را شناسایی می‌کنند که در آمریکا زندگی می‌کنند و قصد دارند با توطئه‌ای یک حکومت نازی جدید یا در واقع رایش چهارم را تشکیل دهند.

## بازیگران
- لوگان لرمن در نقش جونا هیدلبام
- آل پاچینو در نقش میر آفرمن
- کیت مولوینی در نقش سیستر هریت
- تیفانی بون در نقش راکسی جونز
- کارول کین در نقش میندی مارکوویتز
- سال روبینک در نقش موری مارکوویتز
- جاش ردنر در نقش لانی فلش